# Shkodra Elektronike
Shkodra Elektronike (prononcer [ˈʃkɔdɾa ɛlɛktɾɔˈnikɛ]) est un duo de folktronica originaire d'Albanie composé de Beatriçe Gjergji et Kolë Laca.
À la suite de leur victoire au Festivali i Këngës, ils sont sélectionnés pour représenter l'Albanie au Concours Eurovision de la chanson 2025 avec leur chanson Zjerm.

## Histoire
Originaires de Shkodër mais vivant en tant qu'immigrés en Italie, Beatriçe Gjergji et Kolë Laca forment le duo Shkodra Elektronike en 2019. Ils obtiennent leurs premiers succès en Albanie et en Italie en 2020, avec les chansons Ku e gjeta vedin et Synin si qershia.
En 2022, leur premier EP, intitulé Live @ Uzina, sort, avec le single Turtulleshë.
En 2024, ils participent à la 63e édition du Festivali i Këngës, avec la chanson Zjerm. Après s'être qualifiés de leur demi-finale le 21 décembre, ils remportent la finale deux jours plus tard, devenant ainsi les représentants albanais à l'Eurovision 2025. Lors du concours le, 17 mai 2025, à Bâle en Suisse, ils passent en dernier (26ème) et finissent 8ème du classement avec 218 points.

## Discographie

### EP
- 2022: Live @ Uzina[3]

### Singles
- 2020: Ku e gjeta vedin
- 2020: Synin si qershia
- 2022: Turtulleshë
- 2023: Vaj si kenka ba dynjaja (feat. Fanfara Tirana (it))
- 2024: Zjerm

## Membres
- Beatriçe Gjergji (chant)
- Kolë Laca (chœurs, instruments, production)